# 瘋狂城市賽車
《瘋狂城市賽車》是微軟與Angel Studios共同開發的賽車遊戲，其賽道設在全球知名的國際城市。

## 遊戲系列
| 遊戲名稱      | 發行年份      | 平台    | 城市           |
| ------------- | ------------- | ------- | -------------- |
| 瘋狂城市賽車  | 1999年4月30日 | Windows | 芝加哥         |
| 瘋狂城市賽車2 | 2000年9月22日 | Windows | 三藩市、倫敦   |
| 瘋狂城市賽車3 | 2003年6月     | Xbox    | 華盛頓DC、巴黎 |

## 遊戲模式
比賽共設有Blitz、Checkpoint及Circuit三種模式，在一些比賽中獲勝可把某些車種及車身顏色解鎖。而Cruise模式則可讓玩家在城市內自由奔馳，橫衝直撞。

## 車種
遊戲中收錄了不少真實車種供玩家選擇，有Ford Mustang、Mini Cooper、Panoz GTR-1等，不少玩家自製了很多新車種及新城市，以香港為例，有玩家在MM2內加入了香港城市及巴士。而且還有很多外國巴士及汽車。還有改車程式（Midtown Madness 2 Vehicle Editor）。

## 外部連結
- 瘋狂城市賽車官方网站 （页面存档备份，存于）